# Bucarest
Bucarest (en romanès: București) és la capital de Romania i actualment la ciutat més gran i el centre industrial i comercial més important d'aquest país.
La primera vegada que apareix el mot Bucarest és l'any 1459. Esdevé capital de Romania l'any 1862. Des d'aleshores ha experimentat una transformació contínua, i ha esdevingut actualment el més important centre artístic, cultural i audiovisual romanès. En el període interbèl·lic entre la Primera Guerra Mundial i la Segona Guerra Mundial a Bucarest es va desenvolupar una arquitectura elegant i una elit intel·lectual i sofisticada que li va fer merèixer el pseudònim del «Petit París» (Micul Paris). Malgrat que molts edificis i districtes del centre van ser danyats o destruïts —per la guerra, terratrèmols i el programa de sistematització de Nicolae Ceaușescu— la majoria van romandre dempeus. L'arquitectura eclèctica barreja estils neoclàssics, d'entreguerres (Bauhaus i art déco), comunista i modern.
Econòmicament, la ciutat és la més pròspera de Romania i és un dels principals centres industrials i de transport de l'Europa de l'Est. Com a ciutat més desenvolupada del país, té també una àmplia gamma d'instal·lacions educatives.
La superfície total és de 226 km². Fins al 1989 les zones circumdants eren principalment rurals, però després de la Revolució Romanesa es van començar a construir nous veïnats al voltant de la ciutat. De fet, la ciutat en si administrativament es coneix com a Municipi de Bucarest (Municipiul Bucureștu) i té el mateix nivell administratiu que un districte, (judeţ en romanès), de tal manera que la ciutat resta dividida en sis sectors.

## Toponímia
El nom de Bucarest té un origen incert: la tradició connecta la fundació de Bucarest amb el nom de Bucur —que era un príncep, un proscrit, un pescador, un pastor o un caçador, d'acord amb diferents llegendes. En romanès l'arrel Bucur significa alegria o felicitat i es creu que és d'origen daci.
Hi ha altres orígens etimològics donats pels primers estudiosos, incloent el del viatger otomà Evliya Çelebi, que va dir que Bucarest va ser nomenat per un cert Ebu-Karis, de la tribu de Beni-Kureiş. El 1781, Franz Sulzer va suposar una relació amb bucurie (alegria), bucuros (alegre), una bucura (convertir-se en gojós), mentre que un llibre de començament del segle xix publicat a Viena pretén que deriva de bukovie, bosc de fajos.

## Història

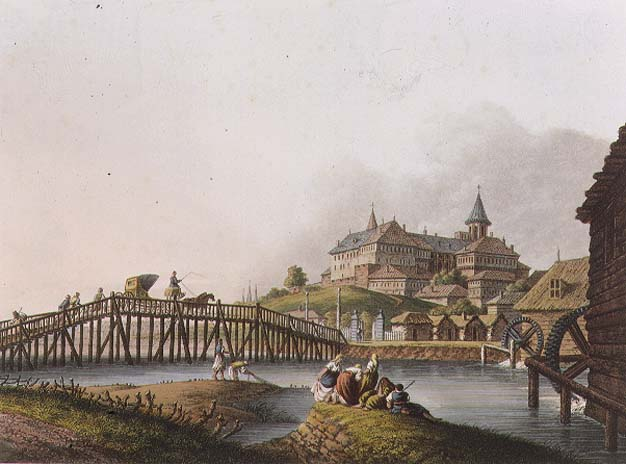
Els molins d'aigua del Dâmboviţa als afores de Bucarest, amb Dealul Spirii i el monestir Mihai Vodă de fons (1837).

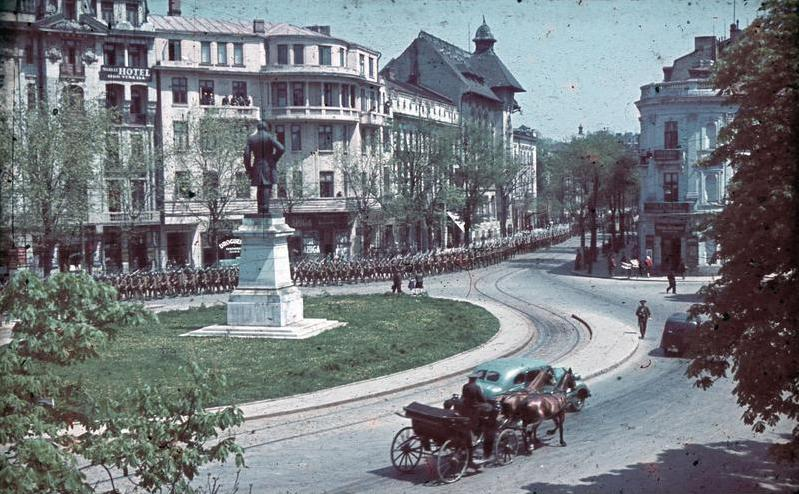
Soldats alemanys marxant en la Piața Mihail Kogălniceanu de Bucarest el 1941.

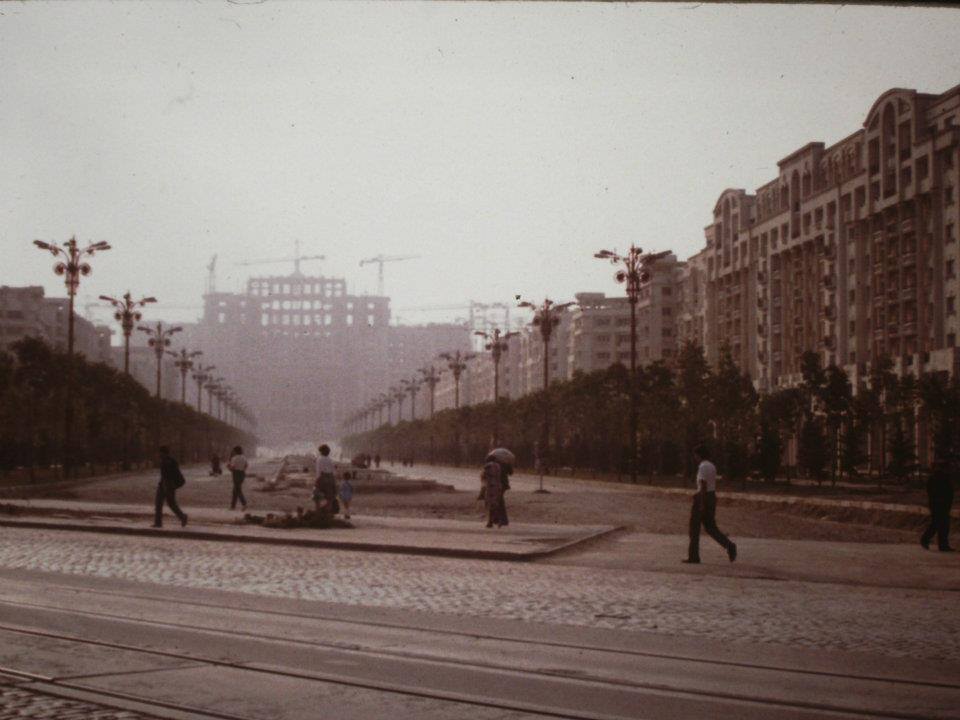
La construcció del Palau del Parlament Romanès es va acabar 1986. A la foto, l'edifici vist des del Bulevardul Unirii.

La llegenda diu que Bucarest va ser fundada per un pastor de nom Bucur. Una altra variant més possible diu que el vell nucli poblacional es va desenvolupar en temps de Mircea el Vell a principis del segle xiv.
Pels marges dels rius Dâmbovița i Colentina s'han trobat proves d'assentaments poblacionals corresponents als períodes Paleolític i Neolític. S'han trobat també assentaments poblacionals datats aproximadament de l'any 1800 aC a les zones de Dudeşti, el Llac Tei i Bucureşti-Noi. Altres troballes arqueològiques han demostrat que es va desenvolupar des de l'època del bronze fins aproximadament l'any 100 aC assentaments de poblacions d'origen indoeuropeu (probablement getes i dacis) per la zones de Herăstrău, Radu Vodă, el llac Tei, Pantelimon, Mihai Vodă, Popeşti-Leordeni i Popeşti-Novaci. Els assentaments corresponents al període posterior a la retirada romana de la Dàcia en temps de Lluci Domici Aurelià (271), estan datats de finals del segle iii i els mateixos es van mantenir al llarg de l'edat medieval.
El primer esment escrit es troba en un document del 20 de setembre 1459, una acta enviada per Vlad Ţepeş, príncep de Valàquia, per on s'interessa per un dels vells senyors de la població. La ciutat Dâmboviţa, que apareix molt abans a l'actual emplaçament de Bucarest, tenia una posició estratègica, ja que controlava l'accés del camí que anava de Târgşor a Giurgiu, fet pel qual durant l'ocupació otomana s'hi va assentar una guarnició. En un curt espai de temps, Bucarest va créixer, ja que va ser el lloc elegit el 14 d'octubre de 1465 pel príncep valac Radu el Formòs com a residència oficial. Als anys 1558 - 1559, es va construir dins de la Curtea Veche l'Església Senyorial, construïda pel príncep Mircea El Pastor, aquesta encara roman com el més vell lloc de culte de la ciutat, que s'ha mantingut gairebé incanviat fins avui.
L'any 1659, sota el domini de Gheorghe Ghica, esdevé la capital de Valàquia, fet que va afavorir la modernització de la ciutat. Van aparèixer els primers camins pavimentats amb pedres de riu (1661), es va establir la primera institució d'ensenyament superior, l'Acadèmia Senyorial (1694) i es va construir el Palau Mogoşoaiei sota les ordres del príncep Constantin Brâncoveanu l'any 1702, edifici on actualment es troba el Museu d'Art Feudal Brâncovenească. L'any 1704, es va desenvolupar la iniciativa hospitalària de Mihai Cantacuzino que va crear l'Hospital Colţea, que va ser destruït posteriorment en un incendi i un terratrèmol, i va ser reconstruït l'any 1888. En poc temps la ciutat es va desenvolupar econòmicament; es van proliferar els oficis artesanals que van constituir nombrosos gremis que van accelerar la modernització de la ciutat. Així van aparèixer les primeres manufactures i la població va augmentar. L'any 1798, s'estima la població a 30.030 habitants, l'any 1831 es comptabilitzen 10.000 focs i 60.587 habitants.
A la segona meitat del segle xix a poc a poc van aparèixer tot un seguit d'institucions d'interès com el Teatre Nacional (en romanès Teatrul Naţional), els Jardins Cişmigiu, el Cementiri Şerban Vodă, la Societat Acadèmica de Bucarest, la Societat Filharmònica de Bucarest, la Universitat de Bucarest, l'Estació del Nord (en romanès Gara de Nord), el Gran Hotel del Bulevard, el Jardí Botànic de Bucarest, el Ateneul Român, la Banca Nacional de Romania, així com el Diari l'Univers i diferents cafès, restaurants, cinemes que eren freqüentats per intel·lectuals com Ion Luca Caragiale, Mihai Eminescu, Nicoale Iorga i Titu Miorescu. Es va il·luminar la gran majoria dels carrers amb llums de petroli, es va construir la primera línia de tramvia i més tardanament es va implantar la il·luminació elèctrica i la primera línia telefònica.
Bucarest va ser fins a la instauració del règim comunista romanès (República Popular de Romania) la capital de la província de Ilfov (en romanès județul Ilfov). L'any 1977 la ciutat va patir un greu terratrèmol (7,2 en l'escala de Richter) i des de final dels anys setanta del segle xx fins a l'any 1989 (any en què va caure el règim de Nicolae Ceauşescu) va patir una important transformació amb la demolició sencera de barris històrics i la construcció de grans avingudes, barris de blocs d'edificis d'estil comunista o la Casa Poporului que és el segon edifici més gran del món.

### Tractats signats a Bucarest
- 28 de maig 1812 – Tractat de Bucarest (1812): final de la Guerra Russo-Turca (1806-1812), Romania perd Bessaràbia
- 3 de març 1886 – Tractat de Bucarest (1886): final de la guerra entre Sèrbia i Bulgària
- 10 d'agost 1913 – Tractat de Bucarest (1913): final de la Segona Guerra Balcànica
- 4 d'agost 1916 - Tractat de Bucarest (1916): tractat d'aliança entre Romania i l'Aliança (França, Regne Unit, Rússia i Itàlia)
- 6 de maig 1918 - Tractat de Bucarest (1918): tractat entre Romania i les Potències Centrals, que no ha estat mai ratificat.

## Geografia

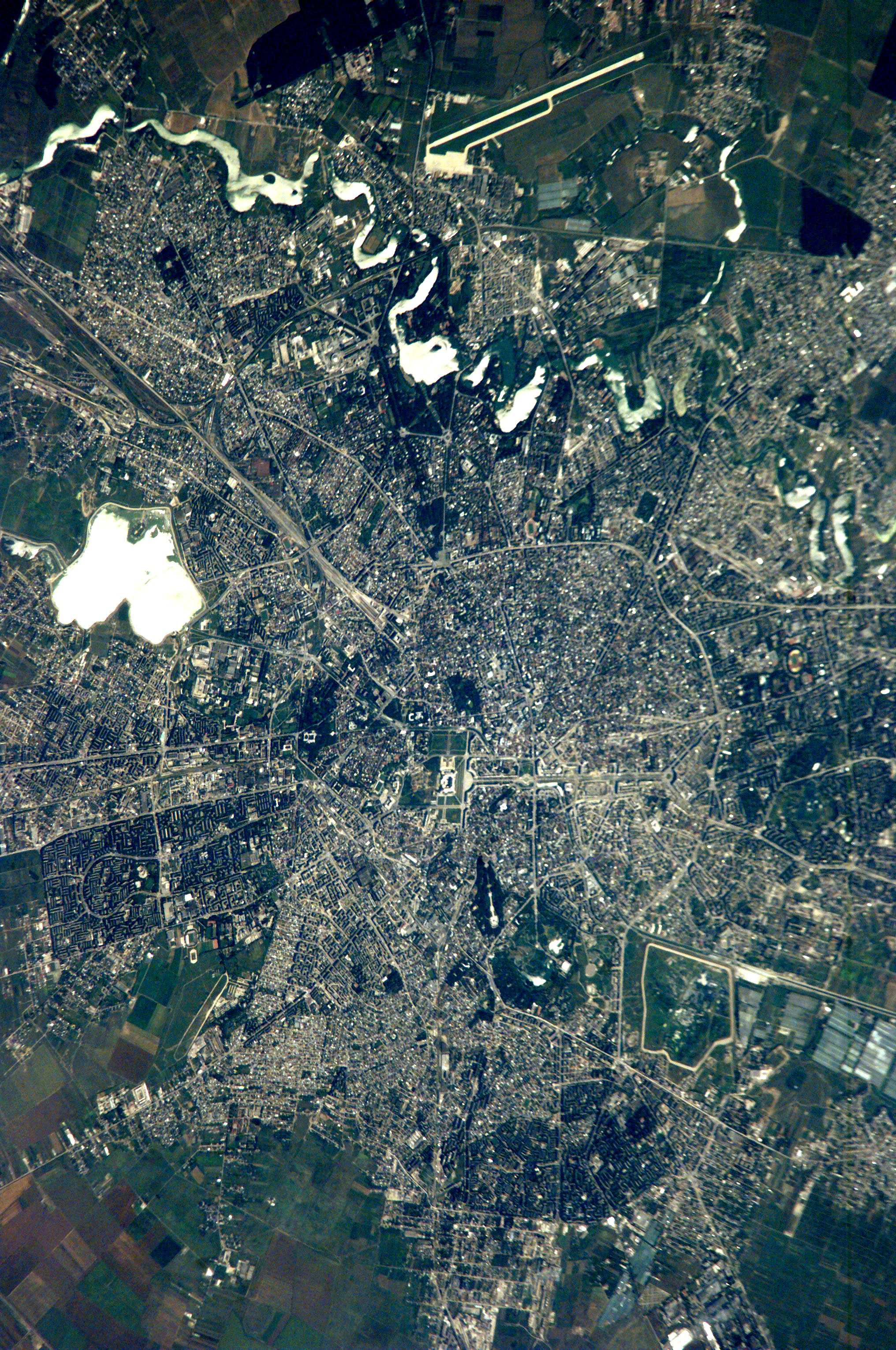
Vista satèl·lit de Bucarest.

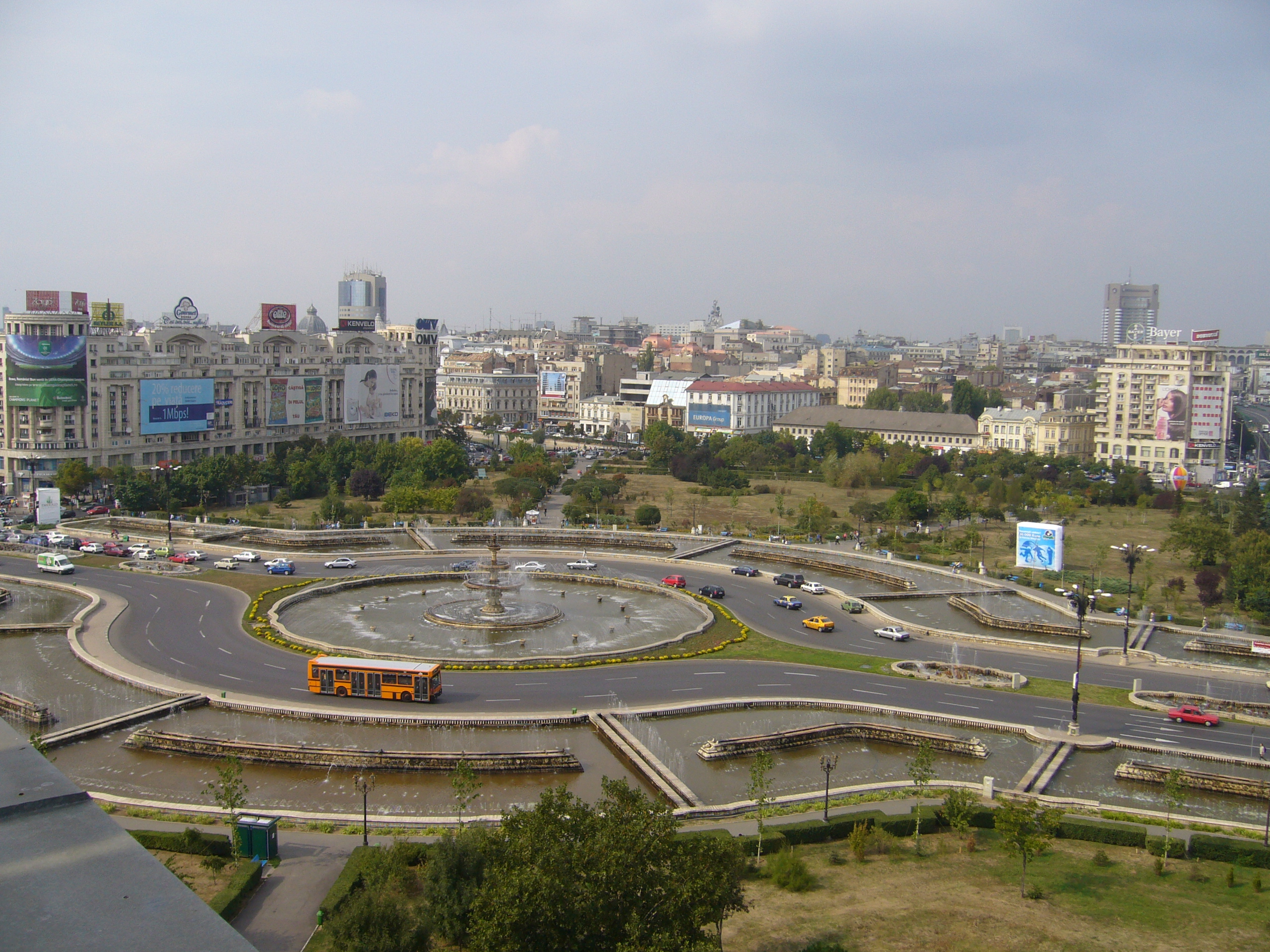
Vista aèria des de la Piața Unirii.

La ciutat s'estén al llarg del sud-est del país, entre Ploiești i Giurgiu. Bucarest està situat a la vora del riu Dâmboviţa, que desemboca en el riu Argeş, un afluent del Danubi. Diversos llacs —els més importants són el Herăstrăo, Floreasca, Tei i Colentina— s'estenen pel nord de la ciutat, a la vora del riu Colentina, un afluent del Dâmboviţa. A més, al centre de la capital hi ha un petit llac artificial, el Cismigiu, envoltat pels jardins Cișmigiu, que tenen una rica història, sent freqüentat per poetes i escriptors. Inaugurat el 1847 i amb base en els plans de l'arquitecte alemany Carl F.W. Meyer, els jardins són la principal instal·lació recreativa al centre de la ciutat.
A més de Cișmigiu, Bucarest conté altres parcs i jardins, incloent el Herăstrăo i el Jardí Botànic. Herăstrăo es troba en el nord de la ciutat, al voltant del llac Herăstrăo, i és la seu del Museu Satului, mentre que el Jardí Botànic és el més gran del seu tipus a Romania, conté més de 10.000 espècies de plantes, moltes d'elles exòtiques i va ser una vegada parc de plaer per a la família reial.
Bucarest està situat en el sud-est de la plana romanesa, en una zona una vegada coberta pel [osc Vlăsiei, el qual, després d'haver estat netejat, va donar pas a una plana fèrtil. Com en moltes ciutats, Bucarest tradicionalment es considera que té set turons, de forma similar als set turons de Roma. Els set turons de Bucarest són el Mihai Vodă, Dealul Mitropoliei, Radu Vodă, Cotroceni, Spirei, Văcăreștu i Sf. Gheorghe Nou.
La ciutat compta amb una superfície de 226 quilòmetres quadrats. L'altitud varia de 55,8 metres en el pont Dâmboviţa a Căţelu al sud-est de Bucarest, i és de 91,5 metres a l'església Militari. La ciutat té una forma aproximadament rodona, amb el centre situat en l'encreuament dels eixos principals nord-sud/est-oest en la Piața Universității (plaça de la Universitat). El quilòmetre zero de Romania se situa al sud de la Piața Universității enfront de la nova Església de Sant Jordi (Sfantul Gheorghe Nou) a la plaça St. George (Piata Sfantul Gheorghe). El radi de Bucarest, des de la Piața Universității cap als límits de la ciutat en totes les adreces, varia de 10 a 12 km.
Les regions que envolten Bucarest van romandre en gran majoria, rurals, però a partir de 1989 van començar a construir-se suburbis al voltant de la capital, als voltants del comtat d'Ilfov. La consolidació urbana va tenir lloc a la fi de la dècada de 2010, quan es va posar en funcionament l'àrea metropolitana de Bucarest, la incorporació de les comunes i ciutats d'Ilfov i altres comtats circumdants.

### Diverses distàncies entre Bucarest i altres ciutats de Romania
Arad (555 km i 604 km), Bacău (285 km i 301 km), Baia Mare (560 km i 624 km), Braşov (161 km i 166 km), Buzău (110 km i 128 km), Cluj-Napoca (426 km i 497 km), Constanţa (225 km i 225 km), Craiova (234 km i 209 km), Galaţi (250 km), Giurgiu (64 km i 85 km), Iaşi (406 km i 406 km), Oradea (580 km i 650 km), Ploieşti (60 km i 59 km), Chiuliştu (108 km i 108 km), Sibiu (277 km i 315 km), Suceava (450 km i 447 km), Timişoara (538 km i 533 km), Tulcea (277 km i 334 km), Călăraşi (110 km i 120 km).

### Distàncies per carretera entre Bucarest i altres ciutats d'Europa
Atenes, (1.398 km), Barcelona (2.597 km), Belgrad (620 km), Berlín (1.646 km), Brussel·les (2.136 km), Budapest (788 km), Chisinau, (436 km), Kíev (888 km), Istanbul (681 km), Londres (2.502 km), Madrid (3.190 km), Milà (1.642 km), Moscou (1.758 km), París (2.295 km), Sofia (373 km), Estocolm (2.846 km), Viena (1.022 km), Varsòvia (1.240 km).

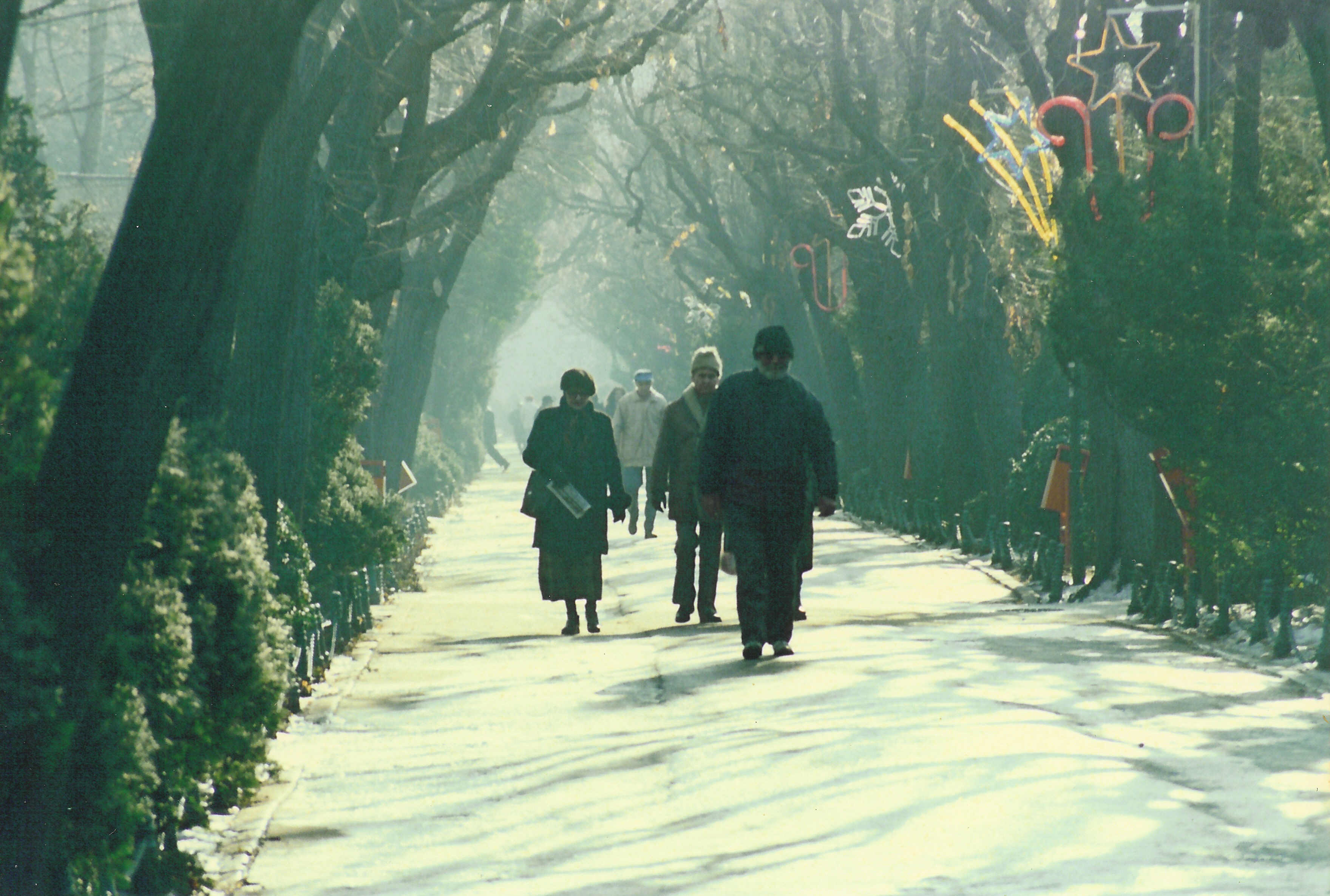
Parc Cişmigiu a l'hivern.

### Clima
Bucarest té un clima humit continental (classificació climàtica de Koppen: Cfa/Dfa/Cfb/Dfb). Per la situació a la plana de Romania (també coneguda com la plana de Valàquia), els hiverns a la ciutat solen sofrir molts vents, malgrat que aquests poden ser mitigats pels edificis. Les temperatures a l'hivern oscil·len entre els 0 °C i els −20 °C. A l'estiu les temperatures solen passar dels 35 °C, i de vegades, durant onades de calor, poden passar enllà dels 40 °C. Malgrat que les precipitacions i la humitat són baixes a l'estiu, hi ha fortes tempestes ocasionals. A la tardor i primavera les temperatures oscil·len entre els 17 i els 22 °C, amb nivells de precipitació més alts que a l'estiu.

## Demografia
La població de la ciutat, segons el cens de l'any 2002, és 1.926.334 habitants, el 8,9% de la població total de Romania. A més, hi ha prop de 50.000 persones que viatgen a la ciutat diàriament, principalment del circumdant comtat d'Ilfov.
La població de Bucarest durant dues fases va créixer molt ràpidament, la primera al final del segle xix, quan la ciutat va créixer en importància i grandària, i la segona durant el període comunista, quan es va emprendre una campanya massiva d'«urbanització» i molta gent va emigrar d'àrees rurals a la capital. En aquest temps, a causa de la prohibició per Ceauşescu de l'avortament i la contracepció, l'augment natural va ser també significatiu. La població continua creixent cada dia, perquè, malgrat que la població de Romania cau, el lloc ofereix millors condicions de vida.
Aproximadament el 97% de la població de Bucarest són romanesos ètnics, els gitanos són el segon grup ètnic més gros, amb un 1,4% de la població. Altres grups ètnics significatius són els hongaresos (0,3%), els jueus (0,1%), els turcs (el 0,1%), els alemanys (0,1%) i els xinesos (0,1%). També es troben grecs i armenis, els quals van exercir un important paper en la vida de la ciutat a la fi del segle xix i inici del xx. Un dels barris predominantment grecs és Vitan - on va viure una població jueva també; els últims estaven més presents a Văcăreştu i a les àrees al voltant d'Unirii.
En termes de religió, el 96,1% de la població són cristians ortodoxos romanesos, l'1,2% són catòlics, el 0,5% són musulmans i el 0,4% són greco-catòlics. El 24% de la població acudeix a un lloc de culte una vegada per setmana o més. L'esperança de vida dels residents era de 74,14 anys el 2003-2005, uns dos anys més que la mitjana romanesa. L'esperança de vida femenina era de 77,41 anys, enfront de 70,57 per als homes.

### Evolució demogràfica
- 1798: 30.030
- 1831: 60.587
- 1877: 177.302
- 1930: 639.040 (dels quals 77,47% romanesos, 10,93% jueus, 3,76% hongaresos, 2,22% alemanys)
- 1956: 1.236.905
- 1964: 1.372.130
- 1998: 2.029.899
- 2002: 1.921.753
- 2005: 2.052.000

### Estructura confessional
- 1930: 486.193 cristians ortodoxos (76,08%), 76.480 jueus (11,96%), 36.414 catòlics romans (5,69%), 12.203 luterans (1,90%), 12.882 Ortodoxos grecs (2,01%), reformats (1,14%)

- 2002: 1.850.414 cristians ortodoxos (96,05%), 23.450 catòlics romans (1,21%), 9.488 musulmans (0,49%), 7.558 grecocatòlics (0,39%), 5.452 pentecostals, 4.381 adventistes.

## Comunitats minoritàries

### Comunitat jueva
La comunitat minoritària de Bucarest més nombrosa abans de la Segona Guerra Mundial era la jueva. L'any 1930 vivien a la capital 69.885 jueus, que representaven el 10,93% de la població de la capital. Les massacres perpetrades pels Legionaris i per la Guàrdia de Ferro durant el conflicte bèl·lic mundial, així com les posteriors emigracions a Israel va fer pràcticament desaparèixer la comunitat jueva. On hi havia el call jueu actualment s'aixeca el complex comercial Unirea i la zona adjacent. Encara funciona a Bucarest el Teatre Jueu, que és propietat de l'Estat romanès.

### Comunitat hongaresa
Segons les dades del cens de Bucarest de l'any 1930, a la ciutat vivien 24.052 hongaresos, representant un 3,76% del total de la població municipal. En comparació amb l'any 2002 viuen a Bucarest 5.834 hongaresos, representant un 0,3% del total de la població de la ciutat. A Bucarest funciona el Liceu Teòric Ady Endre que ensenya en hongarès. La Casa Petofi és el centre cultural de la comunitat, on hi ha una biblioteca amb un important fons de llibres hongaresos. També apareix la publicació diària d'àmbit nacional Új Magyar Szó, i la publicació mensual de la comunitat: Bukaresti Kozlony.

### Comunitat armènia
La comunitat més antiga i amb més tradició cultural i econòmica de Bucarest és la comunitat armènia. L'any 1930 vivien a la capital 4.748 armenis, representant un 0,74% de la població de la capital. Actualment hi ha a la ciutat diferents barris i una església per la comunitat armènia.

### Comunitat grega
Una de les altres comunitats amb més vella tradició a Bucarest és la grega. L'any 1930 vivien a Bucarest 4.293 grecs, representant 0,67% del total de la població de la ciutat.

## Economia
Bucarest és la ciutat econòmicament més desenvolupada i industrialitzada de Romania. S'hi produeix al voltant del 21% del PIB del país i prop d'una quarta part de la producció industrial, mentre que solament representa el 9% de la població. Gairebé un terç dels impostos nacionals és pagat pels ciutadans i les companyies de Bucarest. D'acord amb el poder adquisitiu local, Bucarest té un PIB per capita del 83,8% de la mitjana europea de la Unió (2006), i més de dues vegades la mitjana romanesa. D'acord amb el fet que Bucarest produeix al voltant del 21% del PIB romanès per a una població del voltant de dos milions, el PIB (PPP) per capita de la ciutat seria de 20.057 dòlars americans. El fort desenvolupament econòmic de la ciutat ha revitalitzat la infraestructura i ha conduït a la construcció de molts centres comercials, edificis d'oficines i residencials moderns. Al setembre de 2005, Bucarest tenia un índex d'atur del 2,6%, perceptiblement més baix que l'índex d'atur nacional del 5,7%.

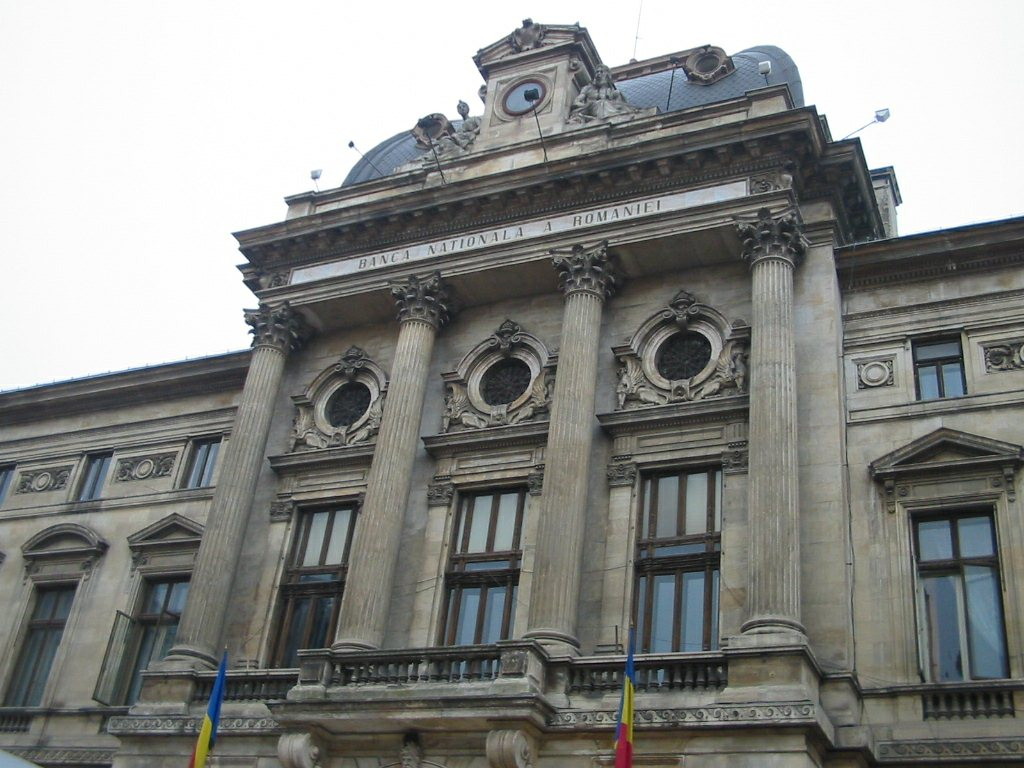
Banc Nacional de Romania

L'economia de Bucarest se centra principalment en la indústria i els serveis, amb aquests últims creixent particularment en importància en els deu anys passats. La ciutat serveix com la prefectura de 186.000 signatures, incloent gairebé totes les companyies romaneses importants. Una font important per al creixement des de l'any 2000 ha estat el sector de la construcció. Bucarest és també el centre més gros de Romania per la tecnologia i les comunicacions de la informació i és seu de diverses companyies de programari, incloent Softwin. Bucarest conté la borsa de valors més grossa de Romania, la Borsa de Bucarest, que va ser combinada el desembre de 2005 amb la borsa d'accions electrònica basada a Bucarest, Rasdaq.
La ciutat té un nombre de cadenes de supermercats internacionals tals com Carrefour, Cora i Makro. Els centres de compres moderns més grossos de Bucarest són la plaça Romania, el centre de la ciutat, Jolie Ville Galleria i el centre de compres d'Unirea. No obstant això, es mantenen molts mercats tradicionals.

## Cultura
Bucarest té una creixent escena cultural, en àmbits com les arts visuals, les arts escèniques i la vida nocturna. A diferència d'altres parts de Romania, com la costa del mar Negre o Transsilvània, l'escena cultural de Bucarest no té un estil definit, i en el seu lloc incorpora elements de la cultura romanesa i internacional.

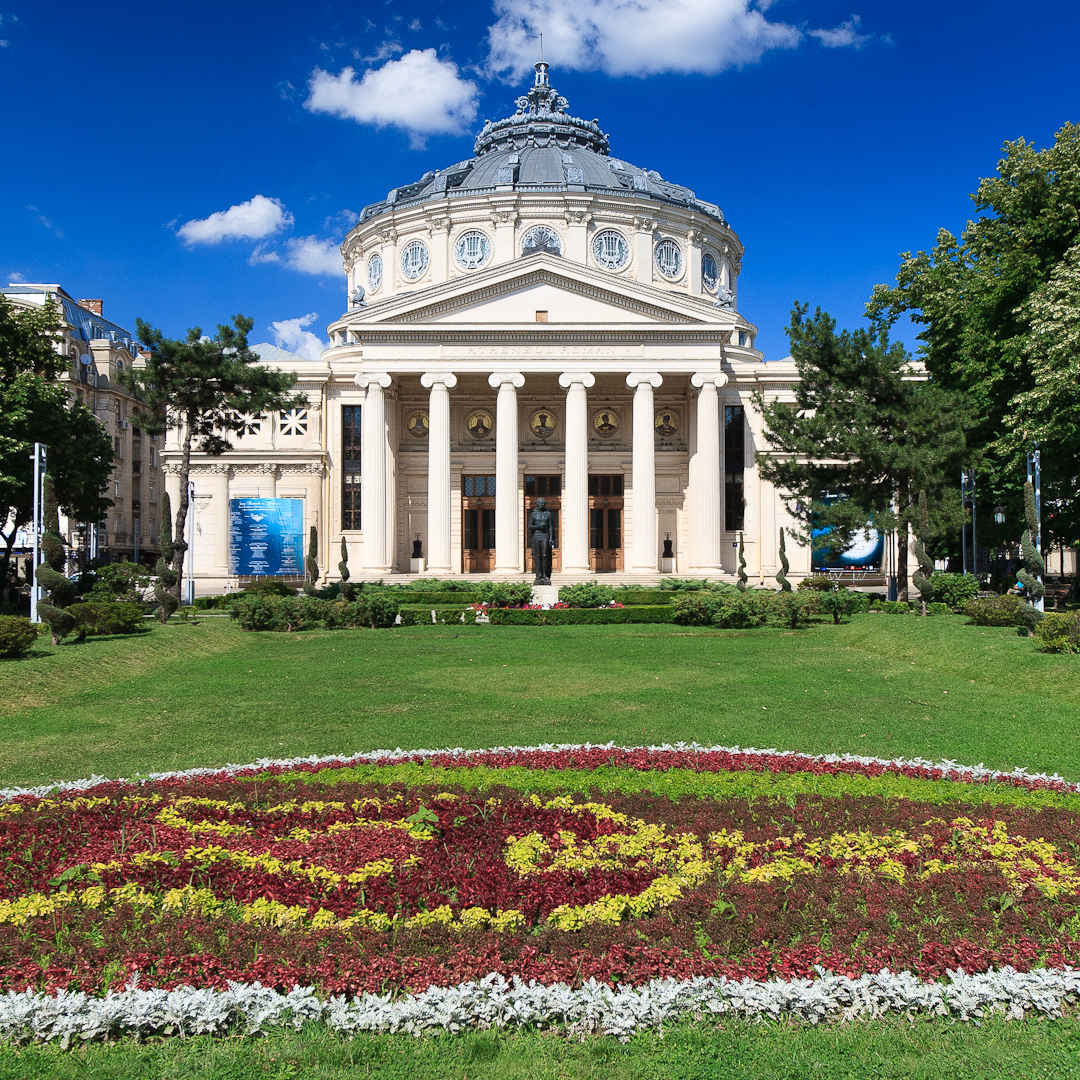
Ateneu Romanès

### Monuments
Bucarest té emblemàtics edificis i monuments. Potser el més prominent és el Palau del Parlament, construït en la dècada de 1980 durant el règim comunista de Nicolae Ceaușescu. És l'edifici administratiu més gran d'Europa i el segon més gran del món, el palau alberga el Parlament romanès (la Cambra de Diputats de Romania i el Senat de Romania), així com el Museu Nacional d'Art Contemporani de Romania. L'edifici compta amb un dels centres de convencions més grossos del món.
Un altre monument important a Bucarest és l'Arcul de Triumf (‘Arc del Triomf’), construït el 1935 i inspirat en l'Arc del Triomf de París. Un monument més recent és el Monument del Renaixement, un pilar de marbre estilitzat inaugurat el 2005 per commemorar les víctimes de la Revolució romanesa de 1989, que va enderrocar el comunisme. El monument abstracte va provocar controvèrsia, i va ser batejat amb noms tals com «l'oliva a l'escuradents de dents», ("măslina-n scobitoare"), com molts van argumentar que no encaixa en el seu entorn i creu que es va triar aquest projecte per a raons polítiques.
L'edifici de l'Ateneu Romanès és considerat com un símbol de la cultura romanesa i des de l'any 2007 està en la llista dels llocs d'interès del Patrimoni Europeu. Altres llocs d'interès són el Museu Nacional d'Art de Romania, el Museu d'Història Natural «Grigore Antipa», el Museu del Camperol Romanès (Muzeul Ţăranului Român), el Museu d'Història Nacional de Romania i el Museu Militar.

## Arquitectura
El centre de la ciutat és una mescla d'estils arquitectònics medievals, neoclàssics o modernistes, així com els edificis 'neo-romanesos' que daten de principi del segle xx i una col·lecció d'edificis moderns dels anys 1920 i 1930. La major part utilitària de l'era arquitectònica comunista domina els districtes més meridionals. Gratacels i edificis d'oficines moderns completen el paisatge de Bucarest.

### Arquitectura històrica

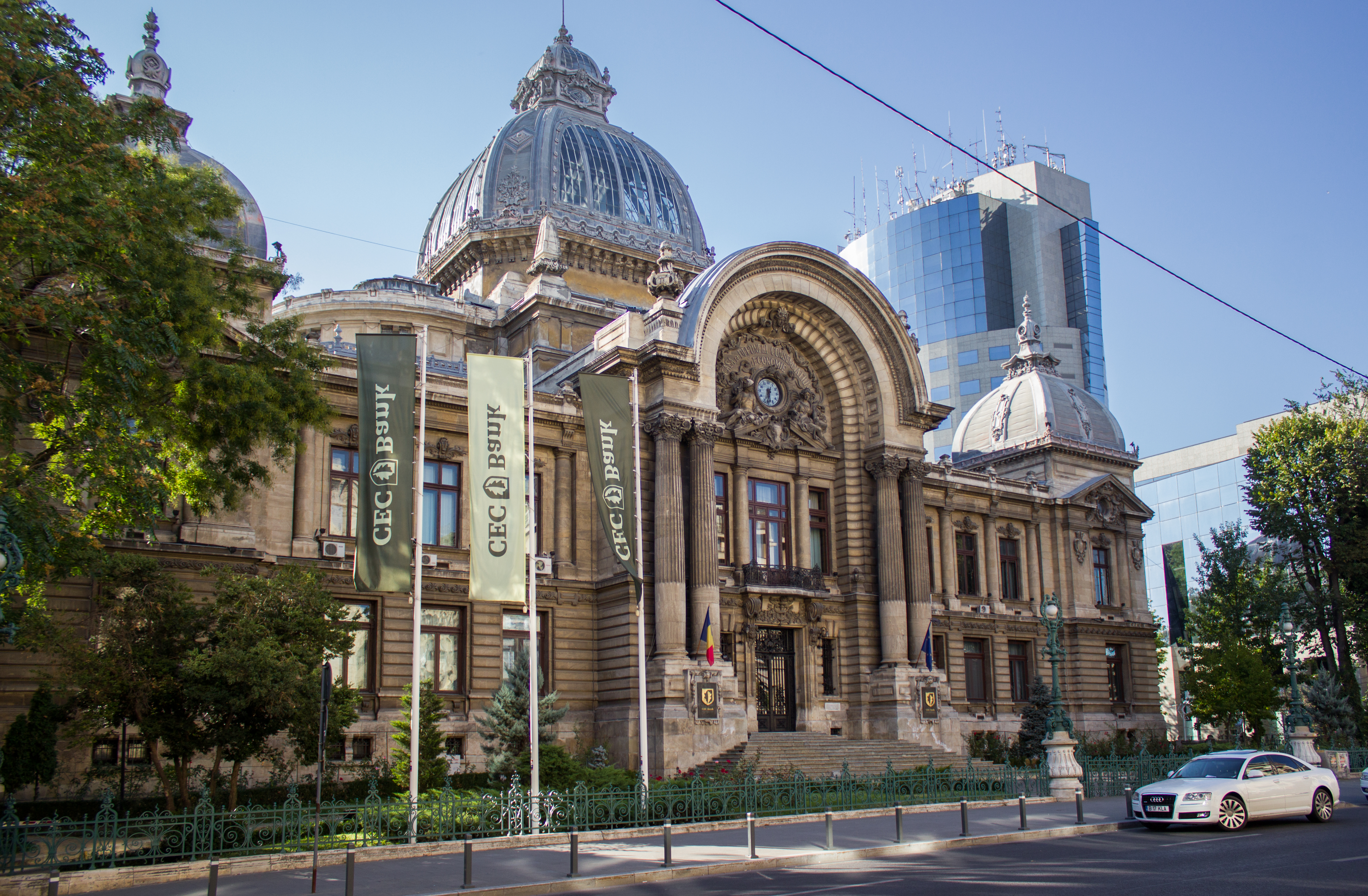
El Palau CEC a Calea Victoriei, construït entre 1897 i 1900.

De l'arquitectura medieval de la ciutat, la major part del que ha sobreviscut fins als temps moderns va ser destruïda per la sistematització comunista, incendis i incursions militars. Els edificis medievals i renaixentistes més notables són a la zona de Lipscani. S'hi troben edificis notables com l'hotel Hanul lui Manuc i les ruïnes de l'antiga Cort (Curtea Veche), i durant la baixa edat mitjana aquesta zona era el nucli comercial. Des de la dècada de 1970, l'àrea va passar per certa decadència urbana, i molts edificis històrics es van deteriorar. El 2005 l'àrea de Lipscani va esdevenir una zona de vianants i està en procés de restauració.
Al segle xix la ciutat va viure una important expansió, sota la influència de l'escola d'arquitectura francesa. En son exemple la el palau Stirbei per l'arquitecte francès Michel Sanjouand de 1835 o el Palau del Banc Nacional construït entre 1833-1885 per Joseph Cassien-Bernard i Albert Galleron. De final de segle xix és el passatge modernista anomenat Macca-Villacrosse, en record de l'arquitecte català Xavier Villacrosse, que va ser arquitecte en cap de la ciutat. Malauradament, es van demolir moltes esglésies medievals, monestirs i fondes per fer lloc a les noves edificacions durant l'era comunista.
El centre de la ciutat ha conservat l'arquitectura de final del segle xix i xx, en particular el període d'entreguerres, que es considera sovint com l'edat d'or de l'arquitectura de Bucarest. Durant aquest temps, la ciutat va créixer en grandària i riquesa i va intentar d'emular altres grans capitals europees com París. Gran part de l'arquitectura de l'època pertany a una arquitectura moderna racionalista actual, dirigit per Horia Creangă i Marcel Iancu.
Dos edificis notables d'aquesta època són el Palau Crețulescu, institucions culturals com el Centre Europeu de la UNESCO per a l'Educació Superior i el Palau Cotroceni, que és la residència del president de Romania. Moltes grans edificis com l'Estació del Nord, la principal estació ferroviària de la ciutat, la seu del Banc Nacional de Romania i el Palau del Telèfon de Bucarest són d'aquests temps. En la dècada de 2000 es van restaurar els edificis històrics del centre. En algunes zones residencials, sobretot districtes d'alts ingressos del centre i del nord, hi ha cases del segle xix i xx, la majoria de les quals van ser restaurades des dels anys 90 del segle xx.

### Arquitectura comunista
Una part important de l'arquitectura de Bucarest està composta per edificis de l'era comunista en substitució de l'arquitectura històrica amb blocs d'apartaments d'alta densitat. Confomre al projecte de Nicolae Ceauşescu de sistematització, al centre històric de Bucarest van ser demolides barris històrics per el projecte megalòman del Palau del Parlament Romanès, llavors anomenat oficialment la Casa de la República. La Casa Presei Alliberi és un altre dels millors exemples d'aquest tipus d'arquitectura.
Un dels millors exemples d'aquesta arquitectura és el Centrul Civic, que reemplaça una part important del nucli històric de la ciutat amb gegants edificis utilitaris, amb façanes de marbre o travertí, inspirats en l'arquitectura de Corea del Nord. L'arquitectura de l'era comunista també es pot trobar als barris residencials, principalment el blocuri, que és el nom que reben els edificis d'apartaments amb gran densitat que alberguen la majoria de la població.

### Arquitectura contemporània
Des de la caiguda del comunisme el 1989, molts edificis de l'era comunista s'han reformat, modernitzat i van canviar de finalitat. Pot ser el millor exemple d'això és la conversió dels obsolets mercats en centres comercials. Aquestes sales gegantes circulars, que van ser anomenades extraoficialment circ al foamei —«"circs de gana»— a causa de l'escassetat d'aliments que es va viure en la dècada de 1980, es van construir a l'època de Ceauşescu per actuar com a mercats de productes i refetors, encara que la majoria quedava inacabat al moment de la Revolució.
Els centres comercials moderns, com l'Unirea Shopping Center, Bucharest Mall, Plaza Romania i City Mall, van reemplaçar els circs de gana anteriors. Un altre exemple és la conversió del mastòdont de l'antic Centrul Cívica en un hotel Marriott. Aquest procés es va accelerar després de l'any 2000, quan el centre de la ciutat va subir un boom immobiliari. Molts blocs d'apartaments de l'era comunista també s'han reformat per millorar-ne l'aparença. Els edificis d'aquesta època són, en majoria, edificats amb molt vidre i acer, i amb freqüència tenen més de deu plantes.
A partir de l'any 2005 va haver-hi diversos edificis d'oficines en construcció, sobretot en el nord i est de la ciutat. A més, va existir una tendència a agregar façanes modernes a edificis històrics. L'exemple més prominent n'és l'edifici del Col·legi d'Arquitectes de Bucarest, que és una construcció moderna de vidre i acer dins d'una façana de pedra històrica.
A part dels edificis utilitzats per les empreses i les institucions, es van desenvolupar complexos residencials i d'oficines de gran altura i comunitats residencials suburbanes, sobretot al nord de Bucarest, que era menys densament poblat i és la llar dels bucarestins de classe mitjana-alta, a causa del procés de gentrificació.

## Administració
Bucarest té un estatus especial a Romania, ja que és l'única ciutat romanesa que no pertany a cap província. La divisió administrativa és la més nombrosa de totes les províncies romaneses.
El consistori està administrat per un Batlle General (actualment Gabriela Firea). La ciutat té una superfície de 228 km², que es divideix en sis sectors administratius, administrats per batlles locals. Els sectors estan disposats de forma radial (i en el sentit de les agulles del rellotge), tots els consistoris dels sectors han de coordinar-se amb el Batlle General.
El consistori general és el responsable de l'aigua, els transports i el manteniment dels bulevards principals, però els batlles dels sectors tenen la responsabilitat del contacte amb els ciutadans, els consells locals, els carrers secundaris, els parcs, les escoles i el sistema sanitari.

### Divisió administrativa de Bucarest en Sectors i barris

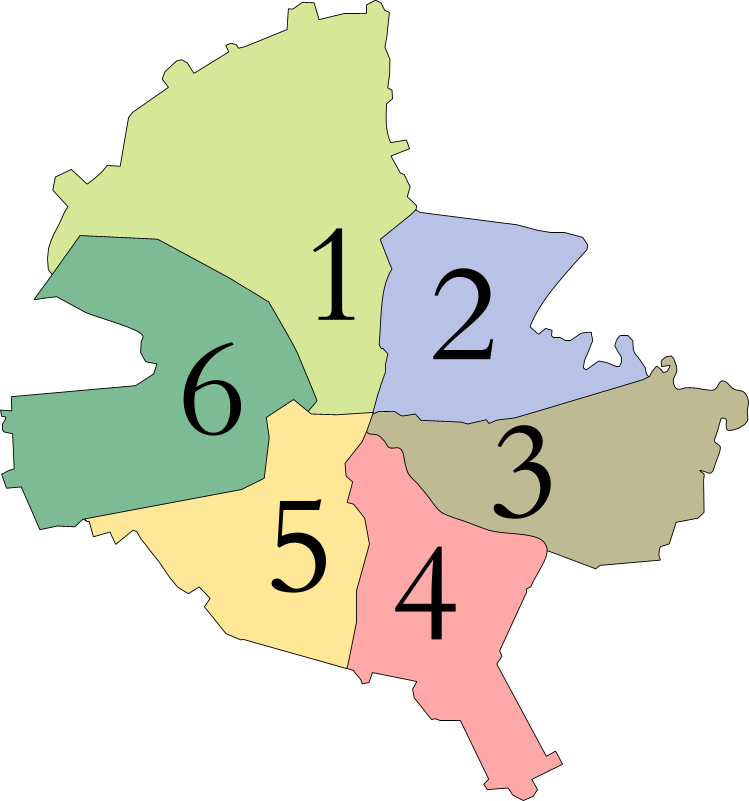
Els sis Sectors de Bucarest

- Sector 1: Băneasa, Pipera, Floreasca
- Sector 2: Pantelimon, Colentina, Iancului, Tei
- Sector 3: Vitan, Dudeşti, Titan, Centru Civic
- Sector 4: Berceni, Olteniţei, Văcăreşti
- Sector 5: Rahova, Ferentari, Cotroceni
- Sector 6: Giuleşti, Drumul Taberei, Militari, Crângaşi

## Institucions i indrets d'interès
A Bucarest, com a capital de Romania, es troben localitzades diverses institucions de diferents àmbits:
- Àmbit polític:
  - La seu del Parlament de Romania,
  - La seu del Govern de Romania i de tots els ministeris.
  - Seu de la Presidència de Romania.

- Àmbit cultural: 

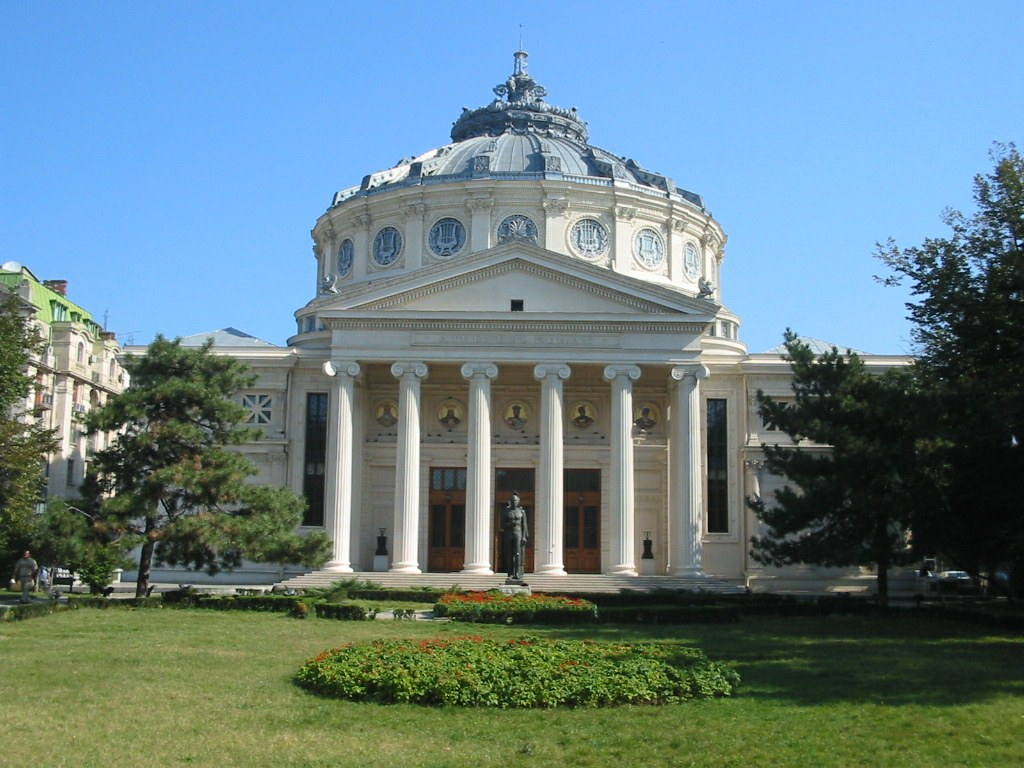
Ateneul Român

  - Acadèmia Română (fundada l'any 1866)
  - Ateneul Român
  - Opera Romanesa
  - Més de 60 institucions de recerca
  - La Universitat de Bucarest
  - L'Institut Politècnic de Bucarest
  - L'Institut de Medicina de Bucarest
  - Nombrosos instituts d'ensenyament superior.
  - La (Biblioteca de l'Acadèmia Româna, fundada l'any 1867, amb un fons de proa de 8 milions volums.
  - La Biblioteca Nacional Romanesa, fundada l'any 1955, amb un fons de 7 milions de volums.
  - La Biblioteca Universitària de Bucarest, fundada l'any 1896, amb un fons de 2 milions de volums, i que va ser incendiada al llarg dels esdeveniments de la Revolució romanesa d 1989.
  - El Teatre Nacional I.L. Caragiale, que es troba emplaçat al centre de Bucarest.
  - El Teatre Bulandra, amb dues sales (Sala Izvor i la Sala Toma Caragiu), és un dels principals teatres de Bucarest, amb una programació teatral de gran qualitat.
  - El Museu Nacional de l'Art, situat a l'antic palau reial, situat just al centre de la ciutat, conté una extensa col·lecció art europeu i de Romania.
  - El Muzeul Țăranului Român (Museu del Pagès Romanès)
  - El Museu d'Història Nacional
  - La Galeria de l'Art Dominus

- Parcs, jardins, places i llacs:

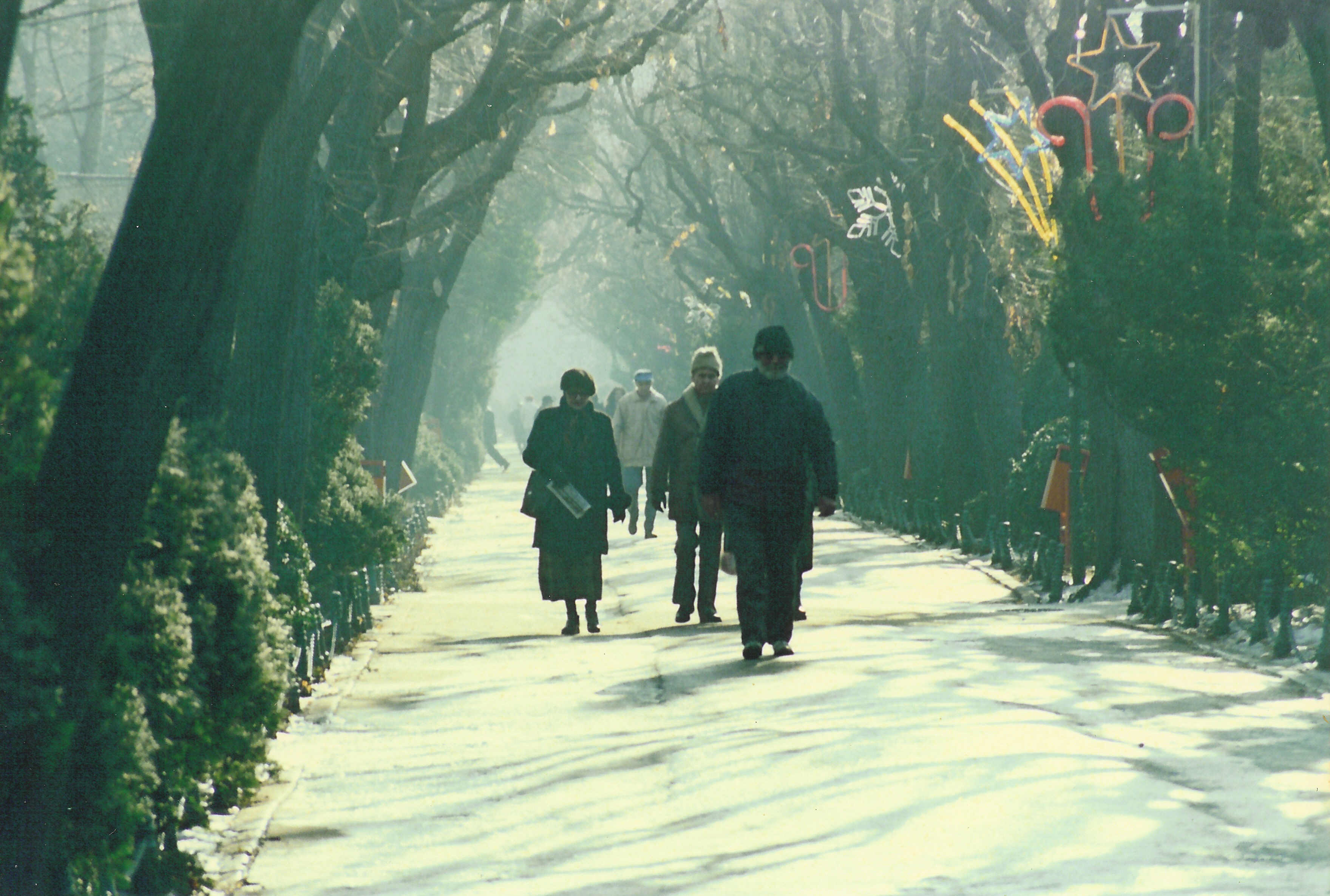
Jardins de Cișmigiu a l'hivern

- - El Parc Herăstrău amb (187 ha) és un dels més grans de la capital.
  - El Parc Cişmigiu té 13 ha i va ser inaugurat l'any 1860.
  - El Parc Tineretului que té 200 ha.
  - El Parc Carol té 36 ha i va ser inaugurat l'any 1906).
  - Cal destacar diverses places com ara la Piața Unirii (Plaça de la Unitat), Piața Românǎ (Plaça Romanesa) o la Piața Victoriei (Plaça de la Victòria)
  - Existeixen a la ciutat diferents llacs: Cişmigiu, Floreasca, Tei, Colentina i Herăstrău.

### Antigues cases tradicionals a Bucarest
Per la característica arquitectura i història, les velles cases tradicionals que van subsistir l'era comunista a Bucarest (en romanès reben el nom hanul) representen una atracció pels visitants. Aquests hanuls tenien diferents funcions, a més de ser la residència d'importants senyors funcionava com hostalatge pels visitants. En molts casos van servir com a nucli poblacional a partir dels quals es van desenvolupar barris. Actualment es poden visitar:
- Hanul Constantin Vodă
- Hanul Manuc
- Hanul cu Tei
- Hanul Bazaca
- Hanul Galben

## Transport
Bucarest disposa d'una xarxa de metro subterrània, el Metro de Bucarest.

### Aeroports
Els dos aeroports ciutadans són:
- L'Aeroport Internacional Otopeni-Henri Coanda (codi ICAO: LROP - codi IATA: OTP) situat al municipi de Otopeni i a 17 km de Bucarest. Rep el trànsit aeri internacional de les grans companyies aèries i és la seu central de la Companyia Aèria romanesa Tarom.
- L'Aeroport Internacional Băneasa-Aurel Vlaicu (codi ICAO: LRBS - codi IATA: BBU) Dedicat al trànsit d'avions governamentals i locals i des de fa poc temps actiu com a aeroport d'ús per les companyies aèries de baix cost i és la seu de la companyia aèria romanesa de baix cost Blue Air.

## Universitats

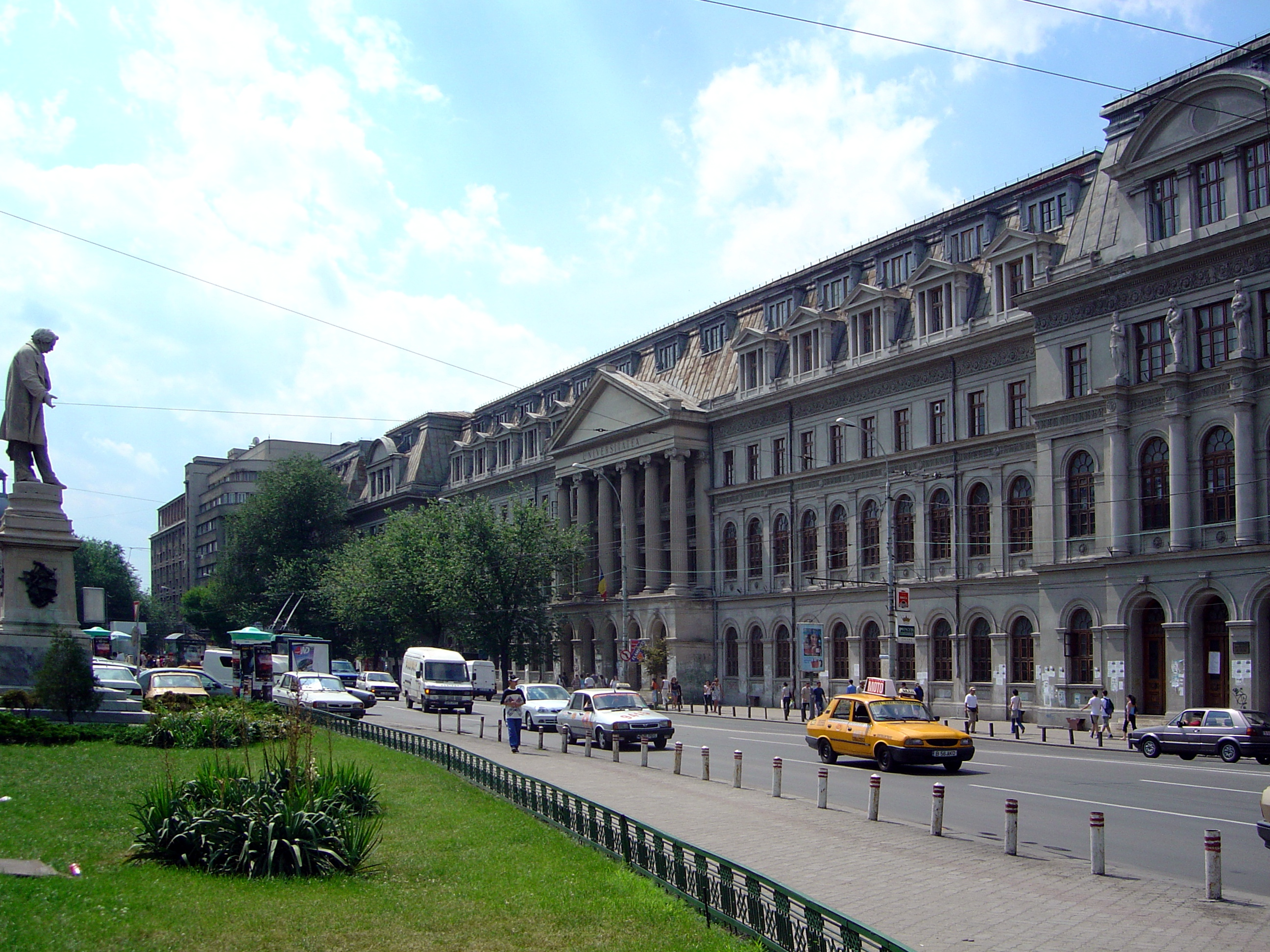
La Universitat de Bucarest

- Universitat Tècnica de Construcció Bucarest
- Facultat de Geologia
- Acadèmia d'Estudis Econòmics
- Acadèmia Tècnica Militar
- Universitat de Bucarest
- Universitat de Medicina i Farmàcia "Carol Davila" - Bucarest
- Universitat de Ciències Agrícoles i Medicina Veterinària Bucarest
- Universitat Politècnica de Bucarest
- Universitat Romanesa-Americana

## Equips esportius

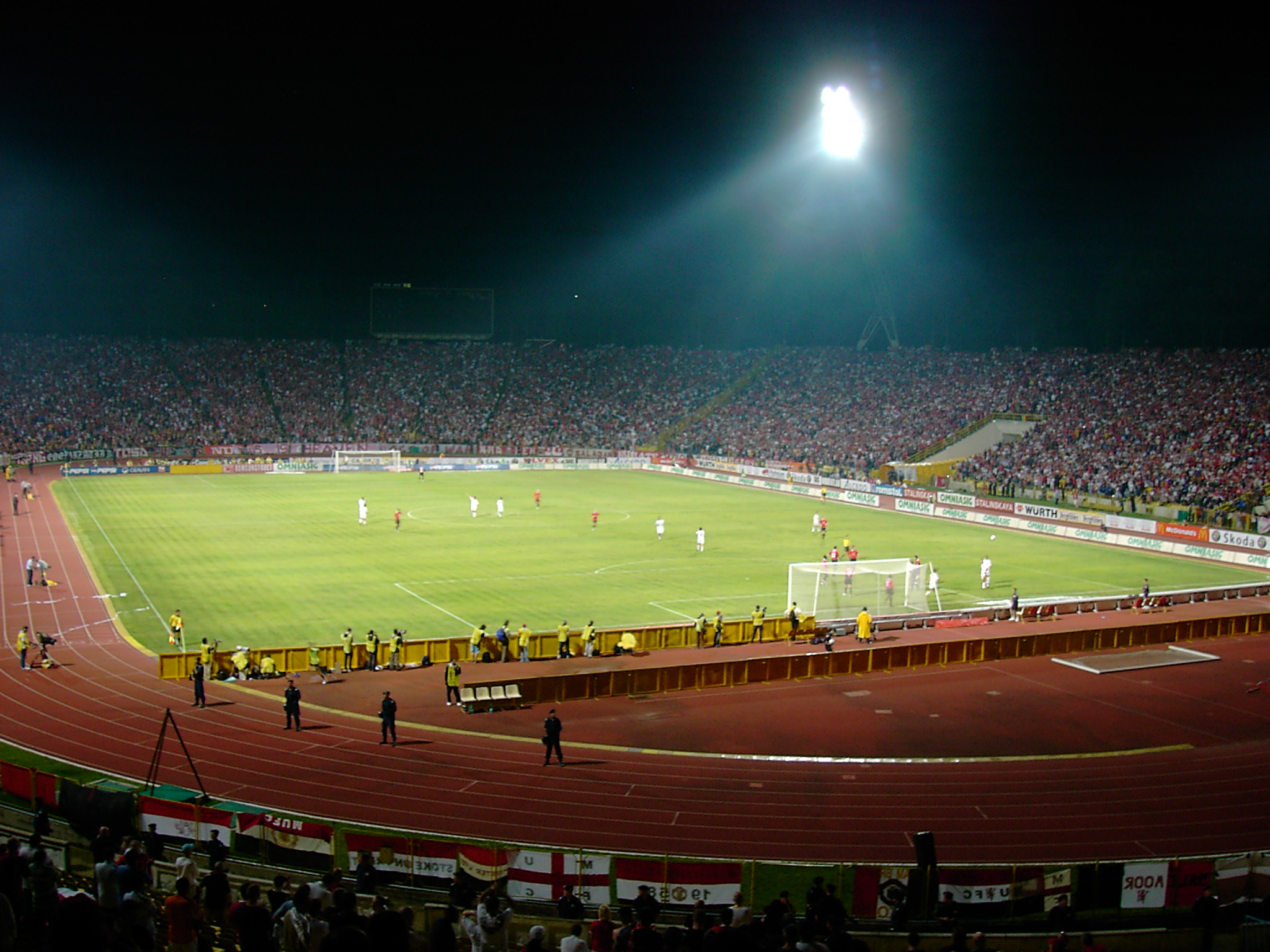
L'Estadi Nacional, Bucarest

- Futbol :
  - FC Rapid de Bucarest
  - FC Steaua de Bucarest
  - FC Dinamo de Bucarest
  - FC Naţional de Bucarest
  - Sportul Studenţesc

- Bàsquet:
  - Dinamo Erbasu
  - Rapid Isover

- Rugbi: București

## Fills il·lustres
- Marcel Mihalovici, director d'orquestra. (1898-1985)
- Constantin Silvestri (1913-1969), director d'orquestra, pianista i compositor
- Constantin Brailoiu (1893-1958) etnomusicòleg i compositor
- Sarmiza Bilcescu (1867 - 1935) advocada i defensora de la igualtat de gènere